# Maasdriel
Maasdriel es un municipio situado en la provincia de Güeldres, en los Países Bajos. Tiene una población estimada, a fines de julio de 2022, de 25 878 habitantes.

## Lugares
- Alem
- Ammerzoden
- Californië
- Hedel
- Heerewaarden
- Hoenzadriel
- Hurwenen
- Kerkdriel
- Rossum
- Velddriel
- Well
- Wellseind
- Wordragen

### Topografía
Mapa topográfico del municipio de Maasdriel, junio de 2015